# Mercedes Harris
Mercedes Harris fue una modelo, periodista, locutora y actriz de cine, teatro y televisión argentina. Fue la primera esposa de Raúl Aubel.

## Carrera
Harris fue una joven actriz que se destacó notoriamente en algunos films durante las décadas del '60 y del '70. Brilló con figuras como Sergio Corona, Elio Roca, Víctor Sueiro, Leonor Benedetto, Fernando Siro, Andrea del Boca, entre otras.
Modelo de la camada de Claudia Sánchez y Nacha Guevara, en 1963, fue seleccionada como segunda princesa en el concurso Miss Argentina, organizado y conducido por la periodista Mendy.
Como escritora publicó su libro titulado A veces soledad.
Como locutora debuta en 1977 y condujo el ciclo Cabalgata Musical Gillette junto a Guillermo Lázaro.
Entre sus trabajos en televisión se los repartió como notera informativa, conductora y como actriz de telenovelas y programas cómicos.

## Filmografía
- 1966: Pimienta
- 1967: Cómo seducir a una mujer
- 1972: La colimba no es la guerra
- 1974: Contigo y aquí[5]

## Televisión
- 1964: Noticiero de Canal 7
- 1966: Tato siempre en domingo, junto a Tato Bores, Fidel Pintos, Rodolfo Crespi, Raúl Ricutti, Vicente La Russa, César Bruto y Astor Piazzolla.
- 1970: Matrimonios y algo más[6]
- 1971: Cuatro historias de alquiler
- 1973: Teleshow, emitido por Canal 13
- 1973: Papá Corazón[7]
- 1973/1976: Lo mejor de nuestra vida... nuestros hijos
- 1977: Mi hermano Javier
- 1992: Celeste, nuevamente junto a Andrea del Boca[8]

## Teatro
Trabajó con figuras como Enrique Kossi, Mónica Grey y Carlos Pamplona. Alguna de sus obras fueron:
- Sí, quiero (1970 y 1971)[9]
- Invitación a Jamaica (1977), de Carlos Lozano Dana con Mecha Ortiz, Elsa Berenguer, Alberto Martin, Silvana Rada , Gigí Ruá y Eduardo Rudy.[10]

## Vida privada
Estuvo casada por algún tiempo con del popular actor Raúl Aubel, con quien tuvo un hijo varón llamado Raúl Horacio.